# Валовка
Валовка — посёлок в Зубово-Полянском районе Мордовии России. Входит в состав Мордовско-Полянского сельского поселения.

## История
Основано в начале XX века переселенцами из села Булдыгино. По данным на 1931 год состоял из 45 дворов.

## Население
| 2002 | 2010 |
| ---- | ---- |
| 37   | ↘20  |

Национальный состав
Согласно результатам Всероссийской переписи населения 2002 года, в национальной структуре населения мордва-мокша составляли 100 %.